# Beni Baningime
Beni Baningime (Kinshasa, 9 settembre 1998) è un calciatore della Repubblica Democratica del Congo con cittadinanza inglese, centrocampista degli Hearts.

## Biografia
Nato a Kinshasa, è in possesso della cittadinanza inglese.

## Caratteristiche tecniche
Centrocampista centrale abile nel controllo palla e nella costruzione del gioco, è stato paragonato al francese N'Golo Kanté.

## Carriera
Cresciuto nel settore giovanile dell'Everton, il 13 ottobre 2016 firma il primo contratto professionistico, legandosi ai Toffees fino al 2018; un anno dopo prolunga il precedente accordo fino al 2020. Esordisce con la squadra di Liverpool il 25 ottobre 2017, nella partita di Carabao Cup persa per 2-1 contro il Chelsea, disputando da titolare l'intero match. Il 3 maggio 2018 rinnova fino al 2022 con la squadra di Liverpool.
Il 31 gennaio 2019 si trasferisce a titolo temporaneo al Wigan. Rientrato all'Everton, non viene mai impiegato con la prima squadra; il 1º febbraio 2021 viene ceduto in prestito al Derby County, ritrovando come allenatore Wayne Rooney, con cui aveva condiviso la precedente esperienza a Liverpool.

## Statistiche

### Presenze e reti nei club
Statistiche aggiornate al 18 maggio 2024.
| Stagione        | Squadra         | Campionato      | Campionato | Campionato | Coppe nazionali | Coppe nazionali | Coppe nazionali | Coppe continentali | Coppe continentali | Coppe continentali | Altre coppe | Altre coppe | Altre coppe | Totale | Totale | Totale |
| Stagione        | Squadra         | Comp            | Pres       | Reti       | Comp            | Pres            | Reti            | Comp               | Pres               | Reti               | Comp        | Pres        | Reti        | Pres   | Reti   |        |
| --------------- | --------------- | --------------- | ---------- | ---------- | --------------- | --------------- | --------------- | ------------------ | ------------------ | ------------------ | ----------- | ----------- | ----------- | ------ | ------ | ------ |
| 2017-2018       | Everton         | PL              | 8          | 0          | FACup+CdL       | 0+1             | 0               | UEL                | 3                  | 0                  | -           | -           | -           | 12     | 0      |        |
| gen.-giu. 2019  | Wigan           | FLC             | 1          | 0          | FACup+CdL       | -               | -               | -                  | -                  | -                  | -           | -           | -           | 1      | 0      |        |
| gen.-giu. 2021  | Derby County    | FLC             | 1          | 0          | FACup+CdL       | -               | -               | -                  | -                  | -                  | -           | -           | -           | 1      | 0      |        |
| 2021-2022       | Hearts          | SP              | 24         | 1          | CS+CdL          | 2+1             | 1+0             | -                  | -                  | -                  | -           | -           | -           | 27     | 2      |        |
| 2022-2023       | Hearts          | SP              | 0          | 0          | CS+CdL          | 0               | 0               | UEL+UECL           | 0                  | 0                  |             | -           | -           | 0      | 0      |        |
| 2023-2024       | Hearts          | SP              | 29         | 0          | CS+CdL          | 4+2             | 0               | UECL               | 1                  | 0                  |             | -           | -           | 36     | 0      |        |
| Totale Hearts   | Totale Hearts   | Totale Hearts   | 53         | 1          |                 | 9               | 1               |                    | 1                  | 0                  |             | -           | -           | 63     | 1      |        |
| Totale carriera | Totale carriera | Totale carriera | 63         | 1          |                 | 10              | 1               |                    | 4                  | 0                  |             | -           | -           | 77     | 2      |        |